# Neptis saloe
Neptis saloe är en fjärilsart som beskrevs av Hans Fruhstorfer 1908. Neptis saloe ingår i släktet Neptis och familjen praktfjärilar. Inga underarter finns listade i Catalogue of Life.